# Großsteingrab Stuer 3

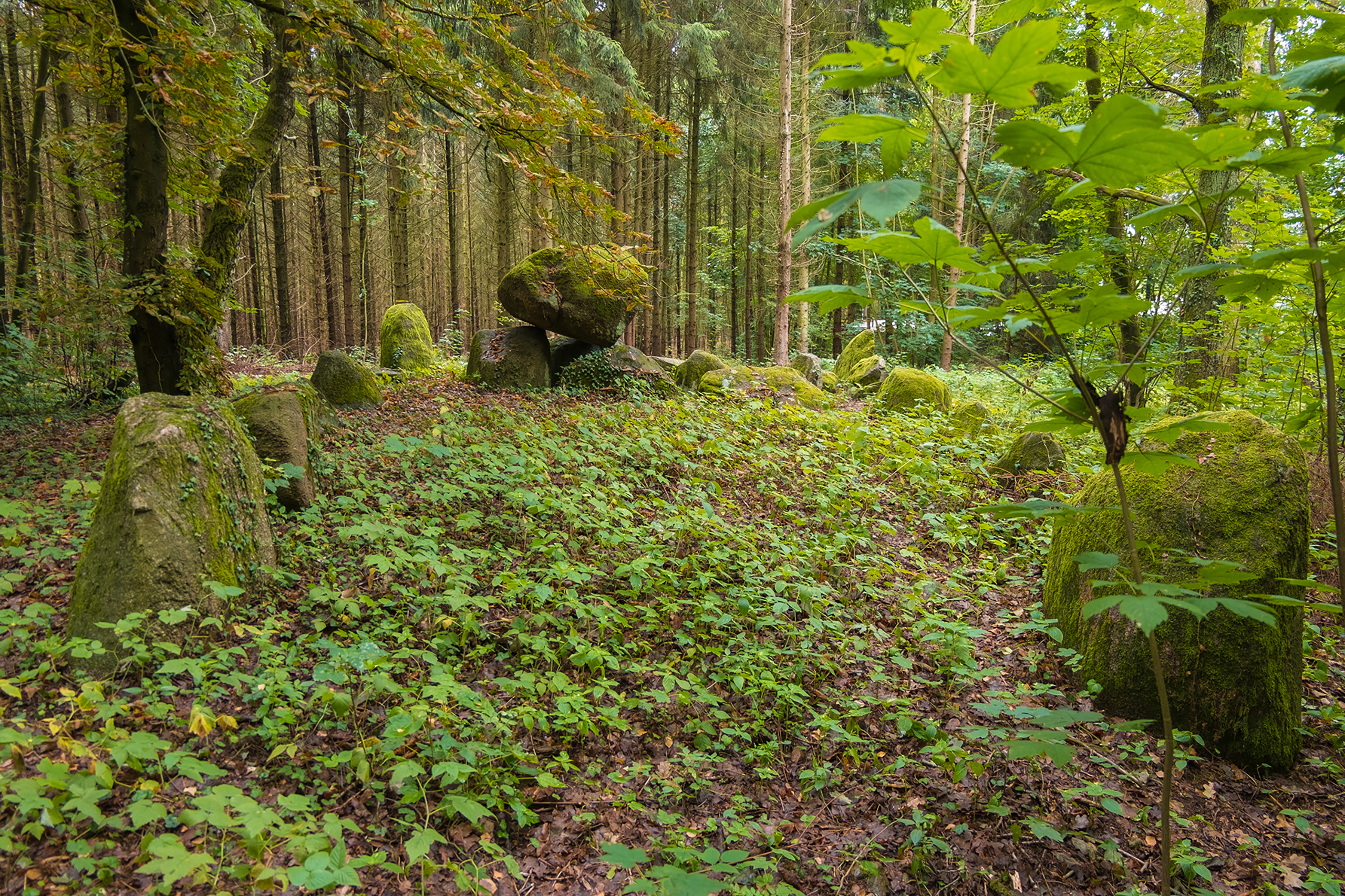
Großsteingrab Stuer 3

Beim Großsteingrab Stuer 3 handelt es sich um einen erweiterten Dolmen, der als eine in etwa quer gestellte Kammer in einem Hünenbett mit zwei Wächtersteinen liegt. In der Nähe befinden sich weitere zum Teil stark beschädigte Anlagen. Die Großsteingräber der Trichterbecherkultur (TBK) entstanden zwischen 3500 und 2800 v. Chr. Die Anlage trägt die Sprockhoff-Nr. 440.

## Lage
Der Dolmen 3 von Stuer liegt in Stuer bei Malchow im Landkreis Mecklenburgische Seenplatte in Mecklenburg-Vorpommern.

## Beschreibung
Das ost-west orientierte etwa 12,5 m lange und 7,1 auf 4,5 m breite, trapezoide Hünenbett (mit vier unparallelen Seiten) ist gut erhalten. Von den ursprünglich 21 fehlen nur fünf Randsteine. Die 1,4 m hohe, 2,8 m lange und 1,5 m breite quergestellte Kammer liegt nahe dem breiteren Ostende des Hünenbettes. Sie weist an den Längsseiten zwei bzw. drei Tragsteine auf. Der nördliche Deckstein ist in situ vorhanden, der zweite fehlt. Im Süden lag der Zugang von dem jedoch kein Stein erhalten ist. Ein im Norden des Hünenbettes, vor der Breitseite postierter Wächterstein war umgestürzt und erhielt in liegender Position während der Bronzezeit 49 Schälchen. Er wurde bei der 1968 durch Adolf Hollnagel (1907–1975) erfolgten Rekonstruktion wieder aufgerichtet. Auch einer der Steine der Einfassung trägt neun Schälchen. Die Diele bestand aus geglühtem Feuerstein und durch Ausfeuerung rot geglühtem Lehmestrich.
Die Anlage wurde durch die Träger der Kugelamphorenkultur nachgenutzt. Die Funde bestanden neben Knochen und 54 Scherben aus vier Querschneidern, zwei Flachbeilen, zwei Bernsteinperlen, zwei Kugelamphoren, zwei Näpfen, einer kugeligen Schale, einem Schlagstein, einem Schmalmeißel, einer Klinge und einer Felsaxt.